# Shulü Ping
Shulü Ping, född 879, död 953, var en kinesisk kejsarinna.
Hon var gift med kejsar Liao Taizu av Liaodynastin och mor till kejsarna Yelü Bei, Liao Taizong och Yelü Lihu. Hon utövade ett stort och offentligt inflytande över politiken särskilt som änkekejsarinna.